# Hamadryas atlantis
Espèce
Hamadryas atlantis est une  espèce de lépidoptères (papillons) de la famille des Nymphalidae et de la sous-famille des Biblidinae et du genre Hamadryas.

## Dénomination
Hamadryas atlantis a été décrite par Henry Walter Bates en 1864 sous le nom initial d' Ageronia atlantis.

### Sous-espèces
- Hamadryas atlantis atlantis
- Hamadryas atlantis lelaps (Godman & Salvin, [1883])

### Nom vernaculaire
Hamadryas atlantis se nomme Atlantis Cracker ou Black-patched Cracker en anglais,.

## Description
Hamadryas atlantis présente un dessus taché de gris de bleu de marron et de blanc.
Le revers est blanc marqué de noir.

## Biologie
Au Mexique il vole en plusieurs générations de mai à novembre.

### Plantes hôtes
Les plantes hôtes de sa chenille sont des Euphorbiaceae (Dalechampia).

## Écologie et distribution
Hamadryas  atlantis est présent  au Guatemala, au Mexique et dans une station de l'extrême sud de l'Arizona,.

### Biotope
Il réside dans des vallées plantées d'arbres.

### Protection
Pas de statut de protection particulier.